# Stefan von der Beck

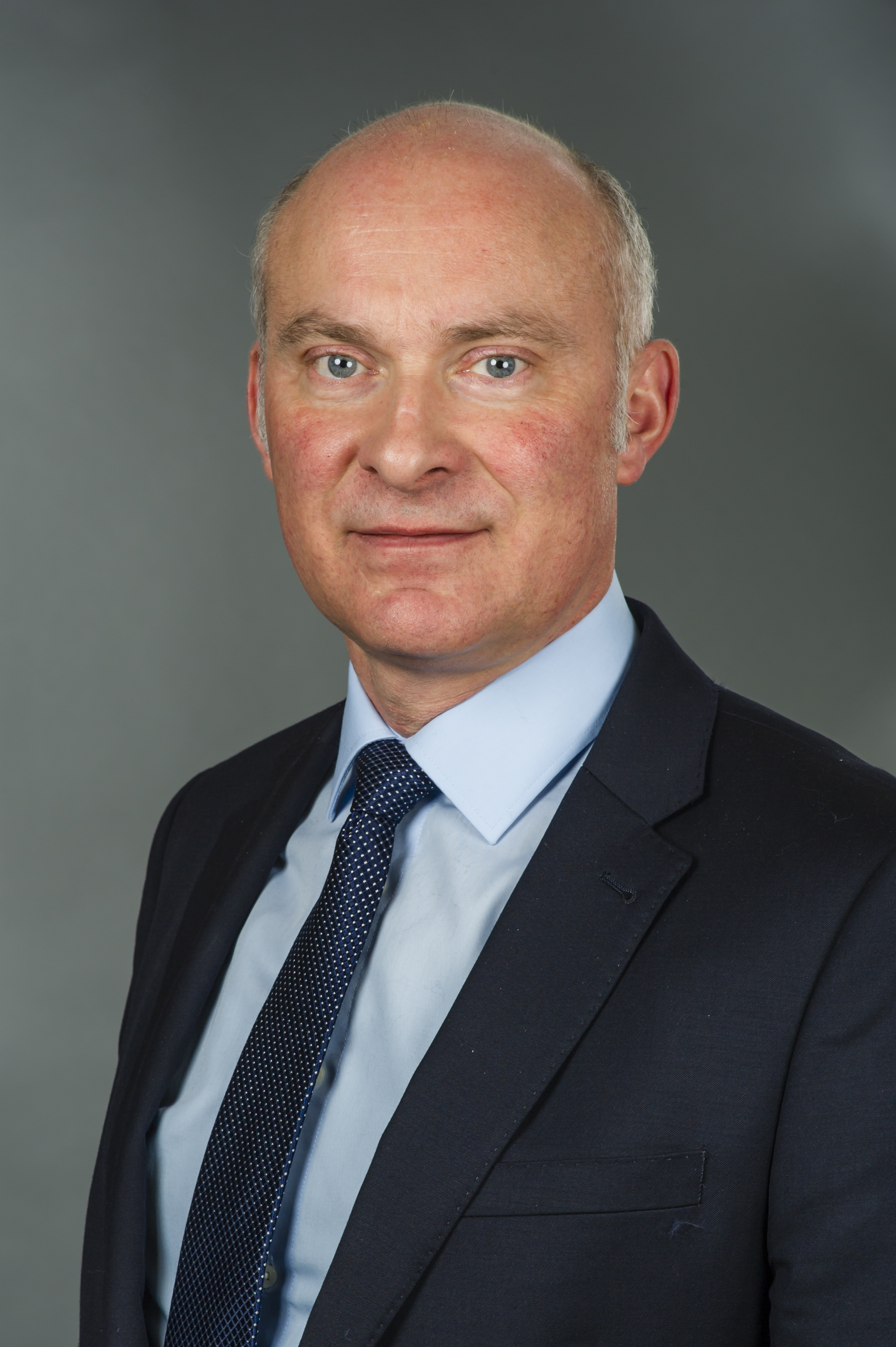
Stefan von der Beck (2018)

Stefan von der Beck (* 10. Juni 1964 in Hamburg) ist ein deutscher Richter, Ministerialbeamter und politischer Beamter. Vom 22. November 2017 bis zum 26. August 2020 war er Staatssekretär im Niedersächsischen Justizministerium und ist seit 2021 Direktor des Amtsgerichts Leer.

## Leben
Von der Beck absolvierte von 1985 bis 1990 ein Studium der Rechtswissenschaften an der Ludwig-Maximilians-Universität München und der Julius-Maximilians-Universität Würzburg, legte sein Erstes Juristisches Staatsexamen 1990, sein Zweites Juristisches Staatsexamen 1993 ab und promovierte 1994 zum Dr. iur. In der Folge war der Jurist zwischen 1994 und 1998 Richter auf Probe und zwischen 1994 und 2002 Staatsanwalt und Richter im Oberlandesgerichtsbezirk Oldenburg. 2003 wurde er zum Richter am Oberlandesgericht Oldenburg berufen.
Anfang 2006 wurde von der Beck an das Niedersächsische Justizministerium abgeordnet, wo er als Referatsleiter in der Abteilung Personalangelegenheiten tätig war. Im April 2007 wurde er Ministerialrat, im Dezember 2007 Leitender Ministerialrat und bekam zeitgleich den Dienstposten des ständigen Vertreters der Abteilungsleitung I übertragen. 2009 kehrte der Jurist zurück an das Oberlandesgericht Oldenburg und wurde dort Leiter der Abteilung Ambulanter Justizsozialdienst Niedersachsen, ehe er 2014 dort zum Vorsitzenden Richter berufen wurde. Diesen Posten übte er bis November 2017 aus. Zwischen 2009 und 2017 war er stellvertretendes Mitglied des Niedersächsischen Staatsgerichtshofs. Am 22. November 2017 wurde Stefan von der Beck von Ministerin Barbara Havliza im Zuge der Kabinettsbildung des Kabinetts Weil II zum Staatssekretär im Niedersächsischen Justizministerium ernannt. Er wurde damit Nachfolger von Stefanie Otte. Ende August 2020 wurde bekannt, dass Frank-Thomas Hett von der Beck als Staatssekretär ablöst.
Stefan von der Beck wurde zum 1. April 2021 Direktor des Amtsgerichts Leer.

## Schriften
- Die Konfiskationen in der Sowjetischen Besatzungszone von 1945 bis 1949. (Dissertation), Lang, Frankfurt am Main 1995.